# Barbaracurus ugartei
Espèce
Synonymes
- Babycurus ugartei Kovařík, 2000

Barbaracurus ugartei est une espèce de scorpions de la famille des Buthidae.

## Distribution
Cette espèce est endémique de l'État de Nassarawa au Nigeria. Elle se rencontre vers Lafia.

## Description
La femelle holotype mesure 27,4 mm.

## Systématique et taxinomie
Cette espèce a été décrite sous le protonyme Babycurus ugartei par en Kovařík, 2000. Elle est placée dans le genre Barbaracurus par Kovařík, Lowe et Šťáhlavský en 2018.

## Étymologie
Cette espèce est nommée en l'honneur d'Alfredo José Ugarte Peña.

## Publication originale
- Kovařík, 2000 : « Revision of Babycurus with descriptions of three new species (Scorpiones: Buthidae). » Acta Societatis Zoologicae Bohemicae, vol. 64, p. 235–265 (texte intégral).